# Frederick Demuth
Frederick Lewis Demuth (Londres, 23 de junio de 1851 - 28 de enero de 1929) fue el hijo de Karl Marx y Helena Demuth, hecho que se deduce de la correspondencia de la familia Marx y su círculo íntimo.

## Biografía
El 23 de junio de 1851 Helena Demuth dio a luz a un niño, Henry Frederick Demuth, durante la ausencia de Jenny von Westphalen, la cual había viajado a Holanda en 1850. En cuyo certificado de nacimiento se omitió el nombre del padre. El bebé recibió el primer nombre de Friedrich Engels, y la correspondencia familiar sugiere que Engels, un soltero residente en Mánchester y amigo personal Marx, reclamó la paternidad del niño, aunque algunas fuentes indican que esta correspondencia fue escrita años después del acontecimiento real por una de las hijas de Marx, que había oído hablar del niño.
Aunque un rumor contenido acerca de la paternidad de Marx había circulado desde sus días, nunca había aparecido ningún testimonio o documento de algún valor hasta 1962. En esa fecha el historiógrafo alemán Werner Blumenberg publicó el contenido de una carta de Louise Freyberger, criada de Engels y amiga de Helen Demuth, donde declaraba haber oído a Engels antes de su muerte confirmar ese hecho. Desde esta publicación, que "Freddy" (Frederick Demuth) era hijo de Marx se ha convertido en un lugar común, aunque no faltan discrepantes entre los especialistas, especialmente Terrell Carver, que cree que la única copia de la carta que se conoce, una copia mecanografiada muy posterior a su fecha, es probablemente un fraude.

Poco después de nacer, el bebé fue adoptado por una familia de clase trabajadora londinense llamada Lewis. Más tarde se formó como ajustador, fue un activo sindicalista de la Amalgamated Engineering Union y un miembro fundador del Partido Laborista en Hackney. Más adelante, Eleanor Marx, la hija pequeña de Marx, conoció a Frederick Lewis tras la muerte de su padre y le hizo amigo de la familia. Eleanor, Laura Marx y Charles Longuet ayudaron económicamente a Freddy. Eleanor le escribió a en 1892 a Laura: 
Puede ser que sea muy "sentimental", pero no puedo evitar sentir que Freddy ha sufrido grandes injusticias a lo largo de su vida".